# Gällsjöhöjden
Gällsjöhöjden är ett naturreservat i Hällefors och Karlskoga kommuner i Örebro län.
Området är naturskyddat sedan 2007 och är 291 hektar stort. Reservatet består av grova tallar och åldriga granar samt myrar och småsjöar.